# Alfred Moisiu
Alfred Spiro Moisiu (tiếng Albania: [alfrɛd spi'rɔ mɔisiu]; sinh ngày 1 tháng 12 năm 1929)
Ông là con trai cả của tướng quân đội Albania nổi tiếng, Spiro Moisiu.

## Tiểu sử
Năm 1946, ông được gửi đến Liên Xô khi còn là sinh viên. Năm 1948, ông tốt nghiệp trường kỹ sư quân sự ở Saint Petersburg (lúc đó là Leningrad). Ông phục vụ tại Tirana với tư cách là một trung đội trưởng tại Trường Sĩ quan Thống nhất (1948-1949) và là một giáo viên tại Học viện Quân sự (1949 Tiết1951). Từ năm 1952 đến 1958, ông theo học Học viện Kỹ thuật Quân sự tại Moscow, tốt nghiệp với Huy chương Vàng (một sự khác biệt cho nghiên cứu xuất sắc).
Ông làm Bộ trưởng quốc phòng từ 18 tháng 12 năm 1991 đến 13 tháng 4 năm 1992.